# Paul Doumer

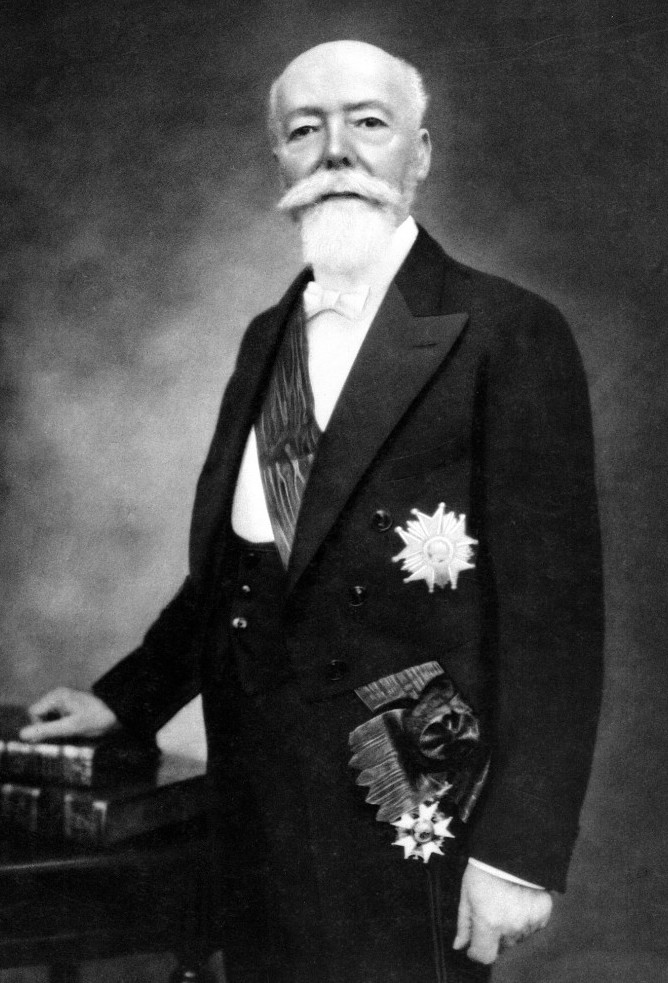
Paul Doumer als president

Joseph Athanase Paul Doumer (Aurillac, 22 maart 1857 - Parijs, 7 mei 1932) was een vooraanstaand politicus tijdens de Derde Franse Republiek. Hij was minister van Financiën in verschillende regeringen. In 1931 werd hij president van Frankrijk en het jaar nadien kwam hij om het leven tijdens een moordaanslag.  

## Levensloop en carrière
Doumer werd geboren in de stad Aurillac in Auvergne als oudste zoon van een werknemer bij de spoorwegen. Het gezin verhuisde naar Parijs en al vroeg overleed de vader van Doumer, waarna de moeder voor haar twee kinderen moest zorgen door te werken als huishoudster. Al op twaalf jaar moest Doumer beginnen werken om mee het gezin te onderhouden, maar hij bleef les volgen in avondschool. Hij behaalde zo een baccalaureaat aan het aan Conservatoire national des arts et métiers en in 1877 ook een licentiaat in de wiskunde. Datzelfde jaar werd hij onderwijzer. Twee jaar later huwde hij met Blanche Richel, de zus van een van zijn studievrienden. Het echtpaar zou acht kinderen krijgen, vijf zonen en drie dochters. In 1883 stopte hij om gezondheidsredenen als onderwijzer. Intussen was hij vanaf 1880 ook actief als journalist en werd hoofdredacteur van de Courrier de l'Aisne, een krant gevestigd in Saint-Quentin. Daar toonde hij zijn sympathie voor de Radicale Partij. Na zijn ontslag bij die krant, stichtte hij zelf een linksere en radicalere krant, La Tribune de l'Aisne. Na de verkiezingen van 1885 werd hij gemeenteraadslid in Saint-Quentin en ook kabinetschef van Charles Floquet, de voorzitter van de Kamer van Afgevaardigden.  

### Nationale politiek

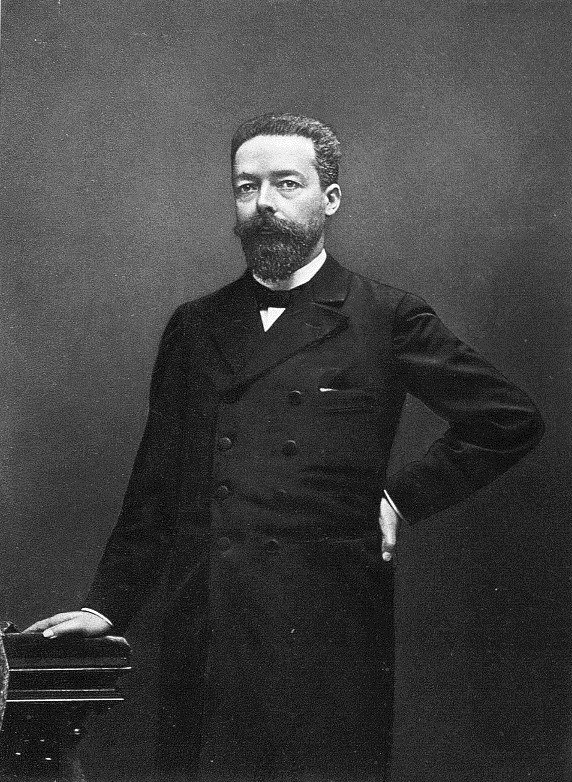
Paul Doumer (1905)

Bij een tussentijdse verkiezing in maart 1888 werd Doumer verkozen in de Kamer van Afgevaardigden. Bij de verkiezingen van 22 september 1889 raakte hij niet opnieuw verkozen. Maar een jaar later kon hij opnieuw opkomen na het overlijden van een kamerlid uit Auxerre en daar raakte hij wel verkozen. Hij bleef vele jaren lid van de Kamer van Afgevaardigden voor de centrumlinkse Radicale Partij en was prominent lid van de vrijmetselarij. Voor Corsica zat hij van 1911 tot 1931 in de Senaat, van welk orgaan hij van 1927 tot 1931 voorzitter was. Driemaal was hij minister van Financiën, voor het eerst in het radicale kabinet-Bourgeois (1895-1896). 
Van 1897 tot 1902 was hij gouverneur-generaal van Frans Indochina. Daar bouwde hij de spoorwegen uit en bouwde hij ook een zware bestuursdienst op: het Corps des Services civiles de l'Indo-Chine, naar het model van de Britse Indian Civil Service. Deze dienst verving de mandarijnen die tot dan de provincies hadden bestuurd. Budget was daar in Parijs niet voor, zodat de gekoloniseerde bevolking van Indochina de kosten moest opbrengen. Doumer ontwierp een stelsel van belastingen, met onder andere een personele en een grondbelasting. Bij het ontbreken van een bevolkingsregister en een kadaster, moesten de aanslagen op schatting worden gedaan, en die viel doorgaans veel te hoog uit. Zo organiseerde Doumer niet alleen het koloniale bestuur, maar ongewild ook het verzet ertegen.
Bij zijn terugkeer in Frankrijk werd hij bij de verkiezingen van 27 april 1902 opnieuw verkozen in de Kamer van Afgevaardigden. Twee jaar later werd hij opnieuw minister van Financiën. Bij de presidentsverkiezingen in 1906 kwam hij op als kandidaat maar werd door Armand Fallières verslagen. Bovendien raakte hij bij de verkiezingen van 1910 niet opnieuw verkozen als afgevaardigde. Twee jaar later werd hij wel verkozen in de Senaat waar hij zich toelegde op de toestand van de begroting en van het leger. Bij het uitbreken van de oorlog stelde Doumer zich ter beschikking van het leger en speelde een rol van tussenpersoon tussen de legertop en de regering. In 1917 leidde hij ook een Franse missie bij de Russische tsaar en in het kortlevende kabinet-Painlevé (september-november 1917) was hij minister van Staat. Tijdens de oorlog verloor hij vier zonen en een schoonzoon, die sneuvelden in de strijd.
Na de oorlog bleef Doumer senator en hield zich voornamelijk bezig met de departementen Financiën en Defensie. In 1921-1922 en in 1925-1926 was hij opnieuw minister van Financiën, beide keren in een kabinet geleid door Aristide Briand. In januari 1927 werd hij verkozen tot senaatsvoorzitter.

### President

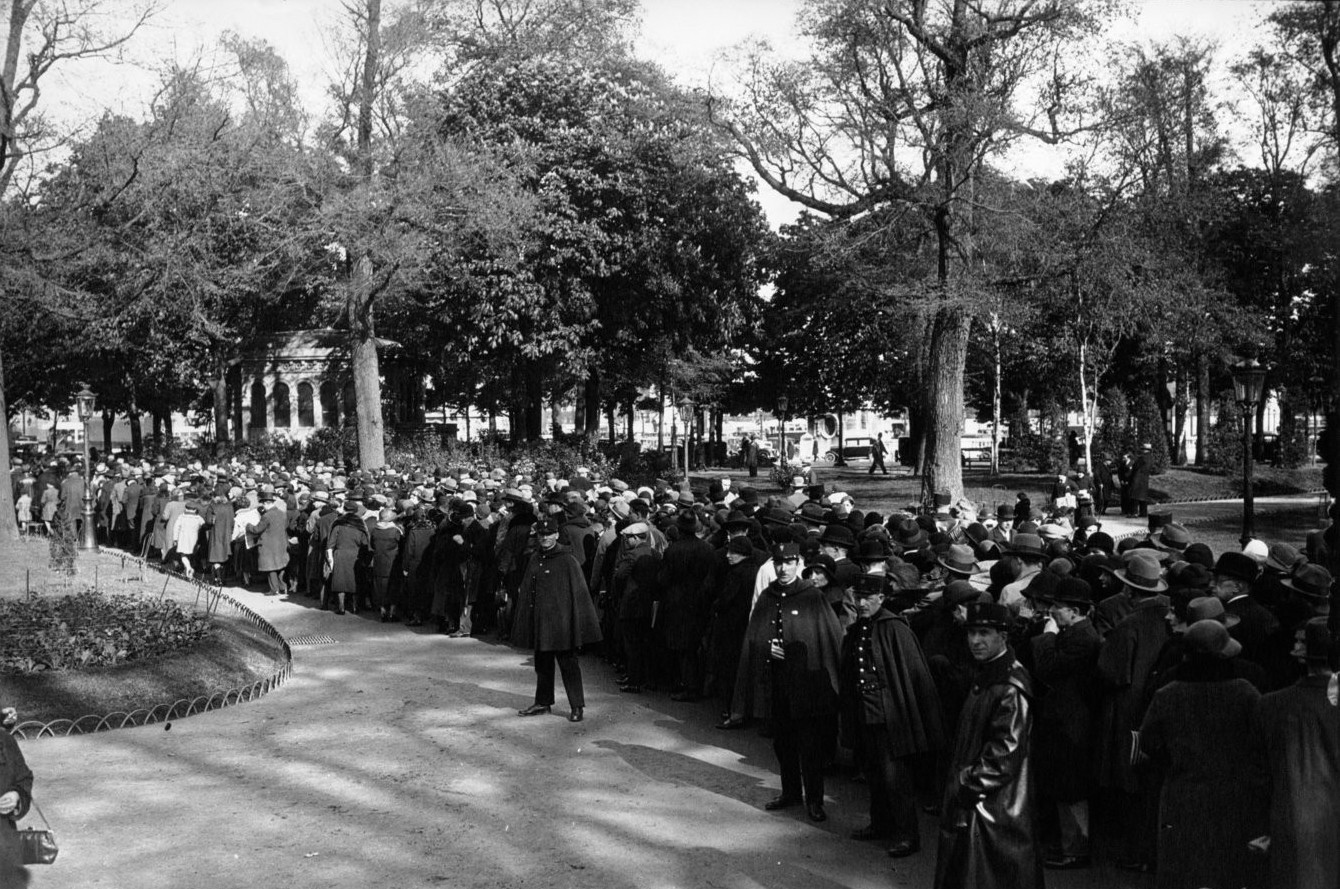
Publiek dat het opgebaarde lichaam van Doumer komt groeten

Op latere leeftijd won hij in 1931 alsnog de presidentsverkiezingen. Hij versloeg toen als kandidaat van rechts de linkse kandidaat Aristide Briand. In de eerste ronde behaalde Doumer 442 stemmen en Briand 401. Voor de tweede stemronde trok de aangeslagen Briand zich terug en Pierre Marraud werd naar voor geschoven als nieuwe linkse kandidaat. Doumer haalde het op 13 mei met 504 tegen 334 stemmen en werd zo de opvolger van Gaston Doumergue. Op 13 juni nam hij zijn ambt op. Hij werd een redelijk populaire president in crisistijd. Maar binnen het jaar, op 6 mei 1932, werd hij in Parijs tijdens de officiële opening van een boekenbeurs door een verwarde Russische emigrant, Paul Gorguloff, neergeschoten. Hij kreeg een kogel in het hoofd en in de borst en stierf een dag later aan zijn verwondingen. De dader werd op 27 juli 1932 ter dood veroordeeld. Doumer werd opgevolgd door Albert Lebrun, die tot de val van de Derde Republiek in 1940 president zou blijven.
Op vraag van zijn weduwe werd Doumer niet begraven in het Panthéon maar in het familiegraf op de begraafplaats van Vaugirard, waar zijn vier zonen begraven lagen die tijdens de oorlog gesneuveld waren.

## Functies
- 1888-1889 : afgevaardigde van het departement Aisne
- 1890-1893 : afgevaardigde van het departement Yonne
- 1893-1896 : afgevaardigde van het departement Yonne
- 1902-1906 : afgevaardigde van het departement Aisne
- 1906-1910 : afgevaardigde van het departement Aisne
- 1912-1921 : senator voor Corsica
- 1921-1930 : senator voor Corsica
- 1930-1931 : senator voor Corsica
- 1895-1896 : minister van Financiën
- 1897-1902 : gouverneur-generaal van Frans Indochina
- 1921-1922 : minister van Financiën
- 1925-1926 : minister van Financiën
- 1927-1931 : voorzitter van de Senaat
- 1931-1932 : president van de Republiek.